# Ricard Miralles Izquierdo
Ricard Miralles i Izquierdo (Barcelona, 9 d'agost de 1944) és un músic català de formació clàssica i jazzística, compositor i pianista que ha estat fonamental en les composicions d'artistes com Joan Manuel Serrat o Alberto Cortez.